# Bykovka
Bykovka (ryska: Быковка) är ett vattendrag i Belarus.   Det ligger i voblasten Homels voblast, i den östra delen av landet, 300 km sydost om huvudstaden Minsk.
Omgivningarna runt Bykovka är en mosaik av jordbruksmark och naturlig växtlighet. Runt Bykovka är det glesbefolkat, med 16 invånare per kvadratkilometer.